# Lillian Tillegreen
Lillian Tillegreen (* 24. Dezember 1925 in Kopenhagen; † 10. Januar 2002 in Frederiksberg) war eine dänische Schauspielerin.

## Leben
Lillian Tillegreen absolvierte ihre Schauspielausbildung an der Staatlichen Schauspielschule in Kopenhagen. Sie spielte später am Aarhus Teater, am Odense Teater, am Königlichen Theater Kopenhagen und war von 1965 bis 1971 am Folketeatret als festes Ensemblemitglied engagiert. Sie stand bis zum Jahr 1999 regelmäßig auf der Bühne. Als Schauspielerin vor der Kamera wirkte Tillegreen von 1955 bis 2001 in mehr als 50 Film- und Fernsehproduktionen mit.
Lillian Tillegreen war vom 10. März 1952 bis zu ihrem Tod mit dem Schauspieler Holger Perfort verheiratet. Sie starb am 10. Januar 2002 im Alter von 76 Jahren und wurde auf dem Søndermark Kirkegard in Frederiksberg beigesetzt.

## Filmografie
- 1955: Min datter Nelly
- 1976: Blind makker
- 1977: Hærværk
- 1977: Terror
- 1981: Die Leute von Korsbaek (Fernsehserie)
- 1984: Buster, der Zauberer (Busters verden)
- 1986: Flambierte Herzen (Flamberede hjerter)
- 1987: Peter von Scholten
- 1987: Sidste akt – 1987
- 1989: Jydekompagniet 3
- 1990: Sirup
- 1990: Manden der ville være skyldig
- 1992: Krümel im Chaos (Krummerne 2 - Stakkels Krumme)
- 1998: Idioten (Idioterne)
- 1998: Wenn Mama nach Hause kommt (Når mor kommer hjem)